# سوزوكا (ميه)
مدينة سوزوكا (بالإنجليزية: Suzuka) هي أحد المدن التابعة لمحافظة ميه. تأسست رسميًا في 01/12/1942. ويقدر عدد سكانها بـ 197437 نسمة حسب تقدير مكتب الإحصاء الياباني لعام 2012. تبلغ مساحة سوزوكا 194.67 كم2. بكثافة سكانية تبلغ 1014 نسمة/كم2.

## توأمة
لسوزوكا (ميه) اتفاقيات توأمة مع:
- لو مان

## أعلام
- أتسوشي إيدا
- إيسوكي ناكانيشي
- ميتشي غوتو
- إلمو لانغلي
- تسوكاسا موريشيما
- تومويا إيتو

## روابط خارجية
- الموقع الرسمي لمدينة سوزوكا نسخة محفوظة 17 فبراير 2007 على موقع واي باك مشين.
- مكتب الإحصاءات البريطاني